# Heiko Holtmeier
Heiko Holtmeier (* 1969 in Lingen (Ems)) ist ein deutscher Kirchenmusiker, Pianist und Organist. 

## Leben
Holtmeier wurde 1969 in Lingen geboren und machte 1989 sein Abitur am Gymnasium Georgianum (Lingen (Ems)). Im Alter von 15 Jahren begann er ein Klavierstudium bei Karl-Heinz Kämmerling, dessen Schüler Holtmeier auch später am Mozarteum in Salzburg war. Es schloss sich ein Studium der Kirchenmusik mit Hauptfach Orgel (B-Prüfung) in Berlin an der Erzbischöflichen Kirchenmusikschule bei Lothar Knappe an. Seine kirchenmusikalische Ausbildung beendete er mit dem A-Examen an der Universität der Künste bei Uwe Gronostay (Chorleitung) und Leo van Doeselaar (Orgel) sowie dem Konzertexamen Orgel. Dem schloss sich das Solistendiplom im Fach Cembalo und historische Tasteninstrumente bei Mitzi Meyerson an. 
Holtmeier konzertierte seitdem als Organist, Pianist und Cembalist, wobei er sowohl solistisch als auch in kammermusikalischer Besetzung aufgetreten ist. Als Solist trat er im Berliner Konzerthaus und der Berliner Philharmonie unter Georg Solti und Jörg-Peter Weigle auf. Er bekleidet das Amt des Kirchenmusikers an der Berliner Dominikanerkirche St. Paulus.

## Diskographie
- In Mendelssohns Garten – Fanny und Felix. Heiko Holtmeier spielt Klavierstücke von Hensel und Mendelssohn Bartholdy. 2009.
- Die Oberlinger-Orgel der Dominikanerkirche St. Paulus Berlin-Moabit. Jubal 2010, Nr. 101101.
- 75 Jahre Walcker-Orgel Opus 2432 der Martin-Luther-Gedächtniskirche Berlin-Mariendorf. Jubal 2010, Nr. 101201.
- Edvard Grieg. Die Violinsonaten. Jubal 2012 (mit Matthias Hummel).
- Die Romanus-Seifert-Orgel in St. Matthias Berlin-Schöneberg. Brauner 2012.

## Auszeichnungen
- Bundeswettbewerb Jugend musiziert: 1. Preis Klavier
- Grotrian-Steinweg: 1. Preis Klavier
- Emsländischer Kulturpreis